# Jinci
Jinci (chinois simplifié : 晋祠 ; chinois traditionnel : 晉祠 ; pinyin : Jìncí) est un ensemble de temples datant de la dynastie Song situé à 25 km au sud-ouest du centre-ville de la ville-préfecture de Taiyuan, dans la province du Shanxi en Chine. Il fut fondé il y a environ 1400 ans en mémoire du prince Shu Yu puis agrandi au cours des siècles suivants, comptant maintenant plus de cent sculptures, bâtiments, terrasses et ponts.
La structure la plus célèbre de Jinci est le temple de la Sainte Mère, construit de 1023 à 1032 sous la dynastie Song. Il possède des dragons sculptés en bois enroulés autour des huit piliers qui soutiennent son toit à double avant-toit courbé vers le haut.
L'ensemble comporte un jardin classique avec un cyprès vieux de 3000 ans datant de la dynastie Zhou.
Le temple figure depuis 1961 sur la liste des sites historiques et culturels majeurs protégés au niveau national (numéro 1-85).

## Histoire
Le temple Jinci a une longue histoire, qui peut être retracée à partir de la période des Zhou de l'Ouest (d'environ 1046 à 771 av. J.-C.), lorsque le roi Cheng confia un de ses États à son jeune frère Shu Yu. Shu Yu était un dirigeant intelligent et contribua beaucoup à l'État, si bien que ses descendants construisirent après sa mort un temple pour honorer ses réalisations,.

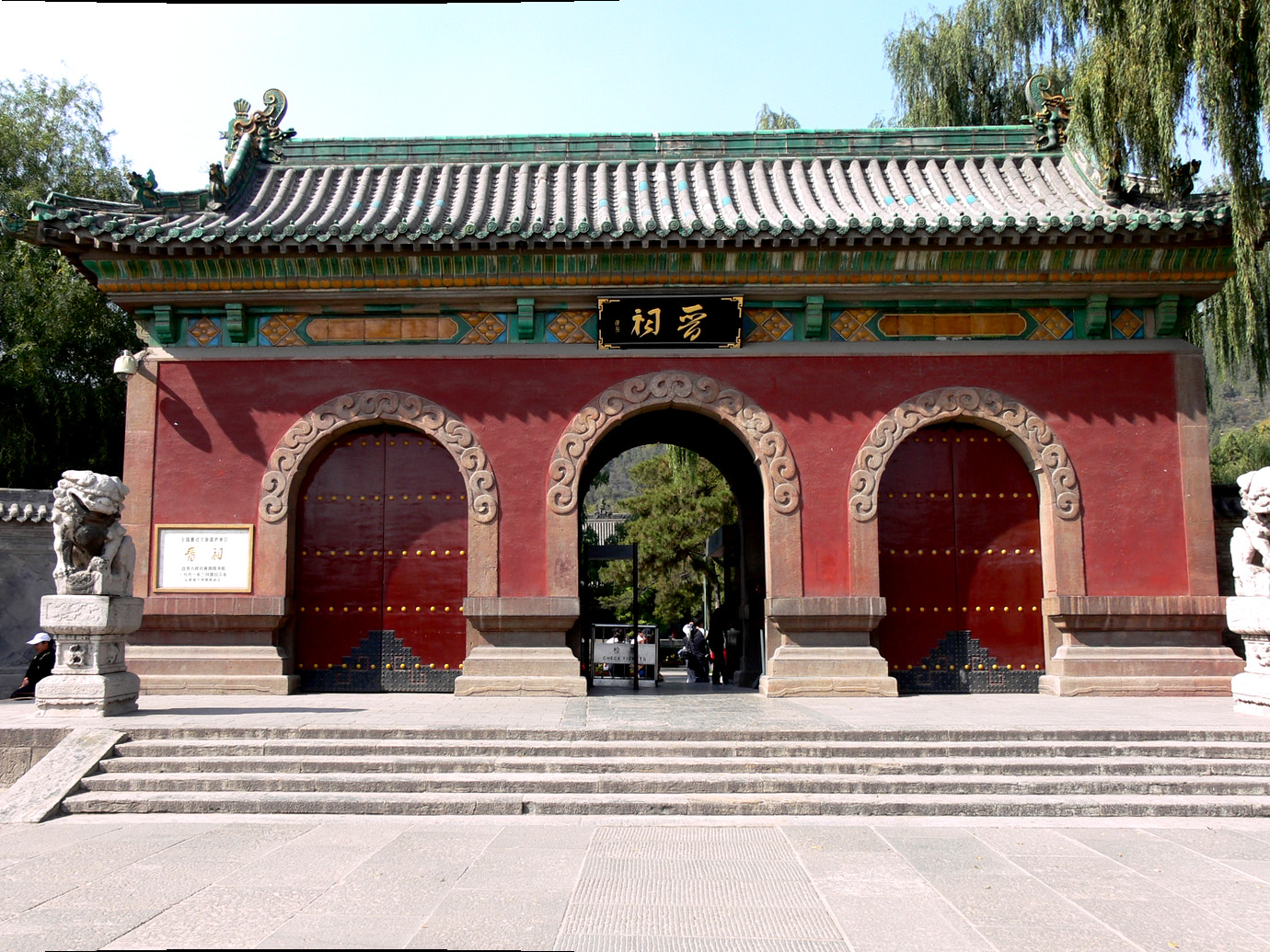
Entrée du temple